# Racemo (chimica)
In chimica, un racemo (o racemato) è la miscela 1:1 dei due opposti enantiomeri di un composto chirale. Il termine miscela racemica è considerato obsoleto e fortemente scoraggiato dalla IUPAC, in quanto potrebbe creare confusione con il conglomerato racemico, miscela meccanica equimolare di cristalli ciascuno dei quali contiene solo uno dei due enantiomeri presenti in un racemato.
Dato che il potere rotatorio dei due enantiomeri è uguale in valore assoluto ma opposto in segno, un racemo non provoca alcuna rotazione del piano della luce polarizzata perché i contributi dei due opposti enantiomeri si annullano vicendevolmente.
Si ottiene sempre un racemo da una reazione chimica quando un composto chirale viene sintetizzato a partire da composti achirali. È tuttavia possibile alterare il racemo, arricchendolo di uno dei due enantiomeri, introducendo asimmetria nel sistema, ad esempio utilizzando un catalizzatore chirale.

## Risoluzione chirale

Le due forme dei cristalli di acido tartarico separati da Louis Pasteur nel 1848

Il processo attraverso cui da un racemo vengono separati i due enantiomeri puri viene detto risoluzione chirale. La prima risoluzione di un racemo fu effettuata nel 1848 da Louis Pasteur che separò manualmente le due forme dei cristalli di acido tartarico.
La risoluzione di un racemo può essere eseguita per via chimica, sfruttando la diversa reattività che ognuno dei due enantiomeri manifesta verso un reattivo enantiomero puro:
(RS)-A* + (R)-B* (chirale) → (R,R)-A*B* + (S,R)-A*B* 
I due prodotti della reazione non sono tra loro enantiomeri e possono essere pertanto separati per via fisica, cromatografia, distillazione, precipitazione, ecc.; dopo averli separati, viene eseguita una reazione che ripristina i composti iniziali, che saranno quindi enantiomeri puri. Le indicazioni R e S in questo esempio sono arbitrarie.
(R,R)-A*B* → (R)-A* + (R)-B* 
(S,R)-A*B* → (S)-A* + (R)-B* 
La risoluzione può avvenire anche per via fisica, ad esempio attraverso una cromatografia dove la fase stazionaria sia chirale. La risoluzione spontanea di un racemo per cristallizzazione produce il conglomerato racemico.

## Sintesi asimmetrica
Le tecniche chimiche che permettono di ottenere un composto con un certo arricchimento enantiomerico vengono indicate con il nome di "sintesi asimmetriche". Oltre all'impiego di opportuni catalizzatori organici o metallorganici che recano residui o leganti chirali (catalizzatore di Noyori: BINAP; catalizzatore di Kagan: DIOP; ecc.) è possibile impiegare opportuni reagenti, anch'essi otticamente attivi, che conducano alla formazione di stati di transizione diastereoisomerici. In questo caso uno dei due diastereoisomeri sarà cineticamente favorito rispetto all'altro, cioè si formerà in maggiore quantità.
Un problema della sintesi chimica asimmetrica è che non si possono fare previsioni circa la configurazione assoluta del prodotto principale, inoltre i catalizzatori impiegati in questo genere di tecniche risultano particolarmente costosi e facilmente degradabili.
Un'altra possibilità, molto più economica, è quella di impiegare catalizzatori enzimatici (che per loro natura sono chirali) o addirittura colture di microorganismi (Escherichia coli, Pseudomonas putida, lieviti, ecc.) in funzione del tipo di reazione desiderata e della configurazione assoluta attesa per il prodotto.